# 普洛斯克 (皮亞季哈特基區)
48°46′19″N 33°45′4″E / 48.77194°N 33.75111°E
普洛斯凱（烏克蘭語：Плоске），是烏克蘭中部的村莊，隸屬第聶伯羅彼得羅夫斯克州的卡姆揚斯凱區。該村距離普洛斯科-塔拉尼夫卡0.5公里，海拔高度114米，2001年人口191。